# St. Peter am Perlach

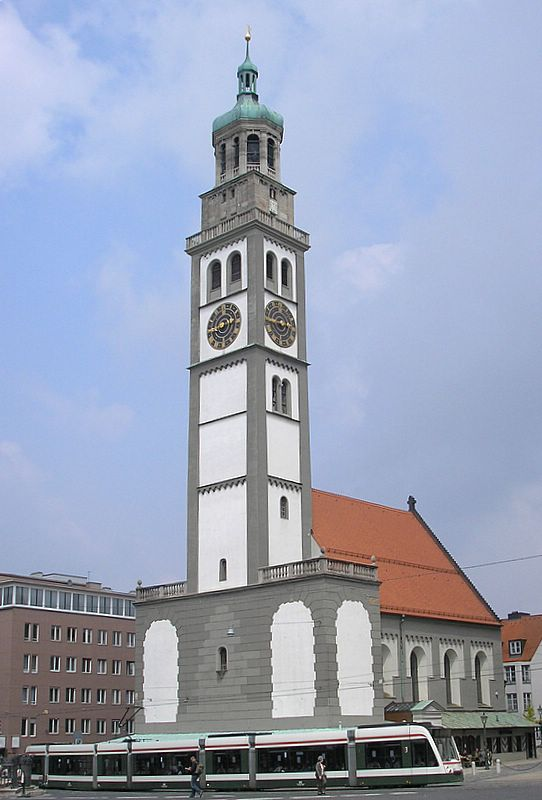
St. Peter with Perlachturm

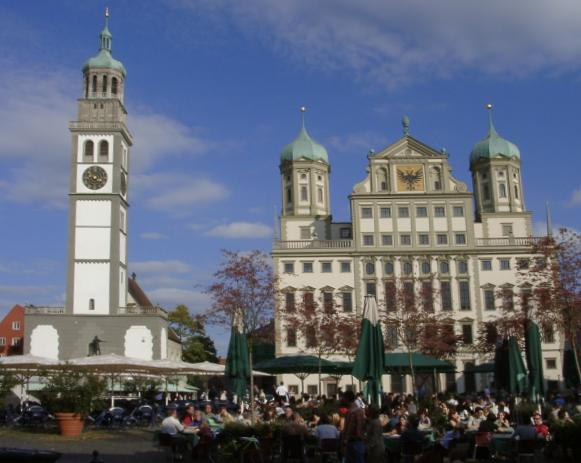
Perlachturm con el Ayuntamiento

St. Peter am Perlach (Perlachkirche) es un salón de la iglesia de estilo románico en Perlachberg en Augsburgo (Baviera, Alemania). La Torre de la Iglesia (Perlachturm) junto con la sala de Augsburgo ciudad, lugar de interés de la ciudad.

## María, la que Desata los Nudos

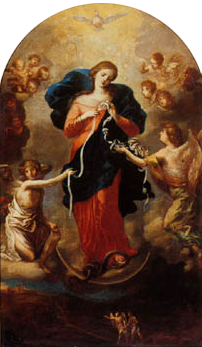
María, la que Desata los Nudos

La imagen peregrina en St. Peter María, la que Desata los Nudos en América Latina. Una copia de la pintura cuelga en la Iglesia argentina de San José del Talar en Buenos Aires.